# Ulla Weebe
Sigrid Ulrika (Ulla) Weebe, född Högberg den 13 maj 1900 i Gävle, död 11 december 1960 i Oslo, var en svensk prästfru och humanitär förkämpe. Hon bedrev ett omfattande humanitärt arbete i Norge under andra världskriget.

## Biografi
Ulla Weebe var dotter till kamreren Olof Adolf Högberg och hans hustru Erika Maria Högberg, född Strömbäck. I familjen fanns också två bröder och två systrar. År 1921 gifte Ulla Weebe sig med Axel Weebe, komminister i Ockelbo församling, där paret också bosatte sig. De två första barnen, Carl-Axel och Birgitta, föddes båda 1924. Tre år senare blev Axel Weebe utsedd till sjömanspräst i Norge, och familjen flyttade dit året därpå. Samma år blev Axel Weebe legationspredikant i Oslo och från 1931 tjänstgjorde han som kyrkoherde i Svenska Margaretaförsamlingen i Oslo. Svenska Margaretakyrkan var då nyligen färdigställd och familjen bosatte sig i prästgården som låg i det stora kyrkokomplexet. I Oslo föddes 1929 sonen Holger.
I familjen Weebes umgängeskretsen ingick societeten av Oslosvenskarna liksom flera framstående norska medborgare. Där fanns bland andra Christian Günther, under en tid envoyé och senare svensk utrikesminister, vars hustru, konstnären Ingrid Günther, hade stor betydelse för Ulla Weebes humanitära verksamhet under kriget. Kretsen inbegrep även den norske kyrkokonstnären Emanuel Vigeland, bror till den välkände skulptören Gustav Vigeland, samt Oslobiskopen Eivind Berggrav, som var en nationell ledargestalt inom den norska kyrkan. Berggrav sattes i husarrest under kriget varvid kontakten med familjen Weebe upprätthölls genom hustrun Kathrine Berggrav. Ulla Weebe var en uppskattad värdinna i sällskapslivet där hon också emellanåt gav prov på sina goda kunskaper i pianospel.
I april 1940 kom kriget till Norge. Paret Weebe följde på plats utvecklingen. Allt eftersom kriget pågick upplevde Ulla Weebe personligen hur butiksköerna växte sig allt längre och hur affärernas hyllor gapade allt tommare. Makarna Weebe kom båda att inledningsvis engagera sig för de svenskar och svenskättlingar som levde i Norge under ockupationen, liksom de norska barnens utsatta situation. Genom församlingens försorg kunde personer i Norge som var eller någon gång hade varit svenska medborgare erhålla matpaket och kläder. Insatserna koordinerades från Margaretakyrkan. För att komma i åtnjutande av hjälpen krävdes dock att man registrerade sig som medlem i den svenska församlingen i Oslo. Allteftersom tiderna blev svårare sköljde en flodvåg av ansökningar om medlemskap över pastorsexpeditionen i Oslo. Sommaren 1942 uppgick antalet församlingsmedlemmar till cirka 600; i december 1943 fanns 18 000 registrerade församlingsmedlemmar spridda över hela Norge.
Utöver hjälpen till Norgesvenskarna hade Axel Weebe på våren 1942 lyckats förhandla sig till ett tillstånd från Quislingadministrationen för att servera 100 särskilt behövande norska skolbarn soppluncher i Margaretakyrkans församlingssal. Serveringen av den så kallade ”svenskesuppen” inleddes i juli 1942 men det dröjde till september samma år innan den nådde 100 barn. Inledningsvis bekostades soppluncherna av Landskommittén för Norgehjälpens insamlingar men från augusti 1942 av den nybildade icke-statliga Svenska Norgehjälpen. Från att sensommaren 1942 ha serverat soppluncher till 100 barn utökades bespisningen vid Svenska Margaretakyrkan till att under krigets sista år omfatta servering för cirka 7 000 personer dagligen. För de logistiska lösningarna kring denna kraftiga tillväxt har makarna Weebe flera gånger uppmärksammats genom olika prisutmärkelser och lovord i pressen, även långt efter krigets slut. Som ett tack för maten samlade norska familjer efter kriget in pengar till fyra nya kyrkfönster till Margaretakyrkan, bland annat med motiv föreställande barn och bröd, vilka formgavs av den norske konstnären Per Vigeland. Fönstren förstördes dock i terrorattentatet mot regeringskvarteren i Oslo den 22 juli 2011.
Ulla Weebe fungerade i många olika sammanhang som stöd och medhjälpare till sin make i olika humanitära insatser i Norge under ockupationstiden men hon mutade också in ett område som mot slutet av kriget blev hennes egen arena och den främsta grunden till den uppskattning som hon rönt efter kriget. Ulla Weebes särskilda skötebarn blev de norska spädbarnen. Krigssituationen i sig, liksom den ökande norska nativiteten under krigsåren, medförde en stor brist på babykläder. På vårvintern 1943 tog Ulla Weebe initiativ till att samla in närmare 2 000 uppsättningar spädbarnskläder i Sverige som hon sedan genom Margaretakyrkan distribuerade till behövande familjer i Norge. Denna hjälpinsats stoppades dock redan i april 1943 och övertogs istället av den nazifierade norska hjälporganisationen Nasjonalhjelpen.
Nasjonalhjelpens insatser lyckades dock inte stävja bristen på babykläder, vilken snarare kom att förvärras ju längre kriget pågick. Ständigt fick expeditionen i Margaretakyrkan besök av mödrar som saknade möjligheter att klä sina barn. På initiativ av Ingrid Günther, hustru till Sveriges utrikesminister, bildades därför den 20 april 1944 i Margaretakyrkans prästgård en Osloavdelning av svenska Rädda Barnen. Genast anslöt sig omkring 60 medlemmar från svenskkolonin i Oslo och det övriga Norge. Ulla Weebe valdes till avdelningens ordförande.
I november 1944 begav sig Ulla Weebe till Sverige för att söka få svenskarna att skänka barnkläder. Hon förhandlade i egen person med den amerikanska legationen i Stockholm, för att utverka de allierades godkännande av norsk import av babykläder från Sverige, något hon också lyckades med. Våren 1945 gjorde Ulla Weebe ytterligare en resa till Sverige för Rädda Barnens räkning. Under resan uppvaktades hon flitigt av den svenska pressen där hon redogjorde för situationen i Norge. Det resulterade i rubriker som Svenska Dagbladets "Norges spädbarn lindas i papper" och svenskarna förmåddes att skänka ytterligare babykläder till de norska grannarna.
Genom Ulla Weebes försorg torde tusentals norska spädbarn ha fått lämpliga kläder under de sista krigsåren och hon mottog uppskattning för sina insatser. År 1946 erhöll hon Vasamedaljen i guld, liksom Rädda Barnens förtjänsttecken samt, vid audiens hos den norske kungen, Haakon VII:s frihetskors för utomordentliga insatser under krig. Såväl den svenska som norska kungafamiljen visade paret Weebe sin tacksamhet åren efter kriget. Axel Weebe skrev om sin hustru i sin krigsdagbok år 1942: ”Gud har jag att tacka för allt och näst Gud henne, som troget har stått vid min sida under 21 år”.
Axel Weebe pensionerades från sin tjänst som kyrkoherde i den svenska församlingen i Oslo 1958 men familjen stannade kvar i Norge. År 1960, bara två år efter makens pensionering, avled Ulla Weebe, 60 år gammal. Hon är begravd på Vestre gravlund i Oslo.